# Panzerfaust 3

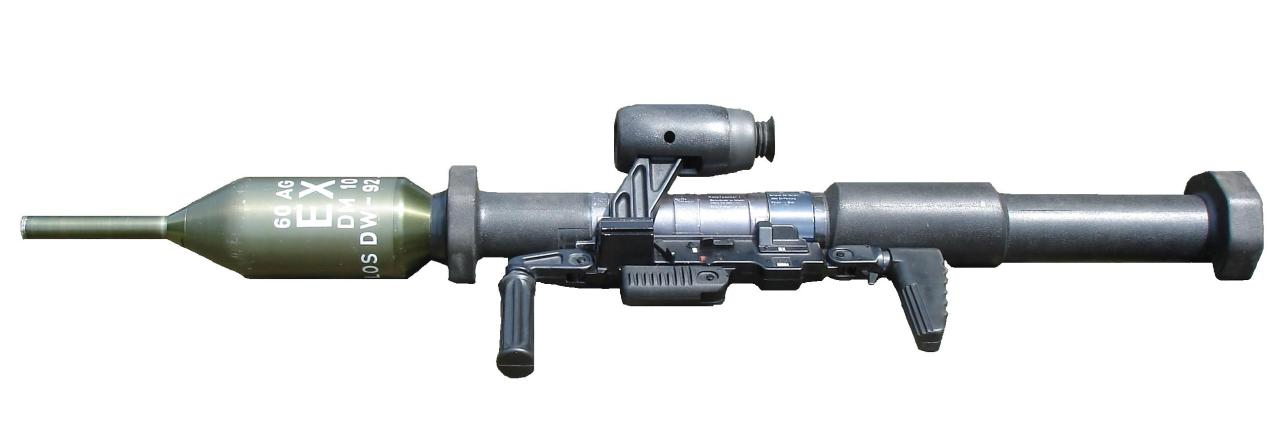
Panzerfaust 3 EX, Abstandsrohr ausgezogen

Die Panzerfaust 3 ist die rückstoßfreie Panzerabwehrhandwaffe der Bundeswehr und der Schweizer Armee, Produzent ist Dynamit Nobel Defence. Sie wird von allen infanteristisch kämpfenden Truppengattungen eingesetzt (Panzerabwehr aller Truppen).

## Geschichte
Anfang der 1970er Jahre kamen aufgrund der ständig fortschreitenden Entwicklung in der Panzertechnik Forderungen nach einer neuen Panzerabwehrhandwaffe für die Infanterie auf, um die bis dahin in der Bundeswehr eingeführten und genutzten Waffen wie die leichte Panzerfaust 44 mm „Lanze“ und die schwere Panzerfaust 84 mm „Carl Gustaf“ zu ersetzen. Im Rahmen der konzeptionellen Überlegungen wurde in der Taktischen Forderung an das Wehrmaterial vom 23. Januar 1973 folgendes Anforderungsprofil festgelegt:
- Einwegwaffe[1]
- wirksam gegen alle bekannten Panzertypen
- sichere und einfache Handhabung
- geringer Ausbildungsaufwand
- Schießen aus Deckungen möglich, aus geschlossenen Räumen mit geringer Tiefe erwünscht

1978 erhielt die damalige Dynamit-Nobel AG den Entwicklungsauftrag. Dabei kooperierte Dynamit-Nobel mit Heckler & Koch beim Abfeuerungsgerät und mit Hensoldt beim Zielfernrohr. 1986 begannen die ersten Truppenversuche mit den Vorserienmodellen, 1992 wurde schließlich die Panzerfaust 3 offiziell bei der Bundeswehr eingeführt.
Die Panzerfaust 3 wurde 1990 als Panzerfaust 90 (meist nur Panzerfaust genannt) bei der Schweizer Armee eingeführt und mit dem Rüstungsprogramm 1991 beschafft. 1995 wurde eine in der Schweiz entwickelte, kampfwertgesteigerte Patrone bei der Armee eingeführt und bis 2001 in Lizenz produziert.

## Aufbau und Wirkungsweise

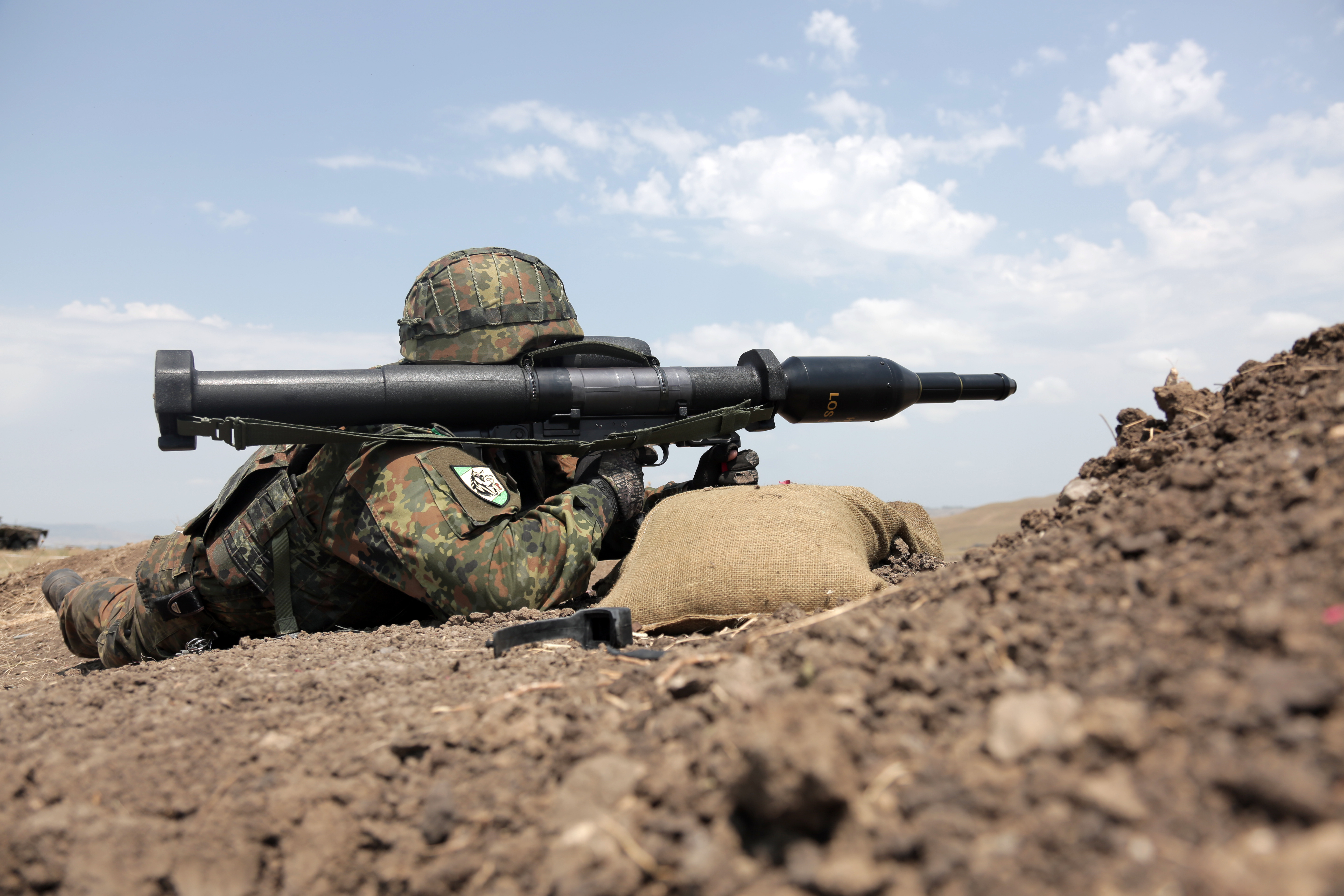
Bundeswehrsoldat mit einer Panzerfaust 3 während einer Übung

Die Panzerfaust 3 besteht aus dem wiederverwendbaren Griffstück und der Patrone. Die Patrone wiederum unterteilt sich in Abschussrohr und Geschoss. Der Geschosskopf liegt außerhalb des Rohres, wodurch die Abmessungen des Kopfes unabhängig vom Kaliber des Abschussrohres gewählt werden können. Er besteht aus zwei Teilen: dem Abstandsrohr und der Wirkladung. Gegen gepanzerte Ziele wie Panzer und Bunker wird das Abstandsrohr ausgezogen. Gegen weiche Ziele wie LKW und Gebäude bleibt es eingeschoben. Das Griffstück ist mit Visier und Abschusseinrichtung ausgestattet.
Das Prinzip, um den Rückstoß zu reduzieren, gleicht einem Gegenmassegeschütz. Das Abschussrohr ist nach hinten offen, aber verdämmt. Beim Abschuss wird eine Gegenmasse aus Eisenpulver und Wachs nach hinten ausgestoßen. Der Ausstoßimpuls der Gegenmasse reduziert den Rückstoß. Bei einem Geschoss mit 3,8 kg beträgt das Gewicht der Gegenmasse etwa 3 kg. Dadurch kann die Panzerfaust 3 auch in geschlossenen Räumen eingesetzt werden. Dabei sind von der hinteren Wand 2 m Abstand einzuhalten und das Raumvolumen muss mindestens 24 m³ betragen.
Im Freien gilt eine Rückstrahlzone von 5 m und eine Absperrzone von 40 m.
Entgegen der ursprünglichen Festlegung als Einwegwaffe wurde dieses Konzept in den ersten Nutzungsjahren bei der Bundeswehr aufgegeben. Somit wird nach dem Schuss die Abfeuerungseinrichtung vom Abschussrohr abgenommen und kann zusammen mit einer neuen Patrone weiterverwendet werden.
Die Panzerfaust 3 ist in der Standardausführung nicht nachtkampffähig und damit auf Gefechtsfeldbeleuchtung angewiesen. Durch eine Montageplatte kann jedoch mit dem Nachtsichtaufsatz 80 (NSA 80) ein Restlichtverstärker angebracht werden.
Die Kosten für das Griffstück mit Visier liegen bei der derzeit (Stand 2022) modernsten Variante bei ca. 11.000 US-Dollar. Eine gewöhnliche Anti-Panzer-Patrone für die Waffe kostet ca. 300 US-Dollar, eine Patrone der sogenannten Bunkerfaust ca. 200 US-Dollar.

## Technische Daten
- Kaliber Geschosskopf: 110 mm
- Kaliber Abschussrohr: 60 mm
- Gewicht: 12,9 kg (Pzf 3), 13,3 kg (Pzf 3-T, Bunkerfaust), 15,1 kg (Pzf 3-IT-600) – alle Daten mit Griffstück
- Kampfentfernung: 300 m gegen fahrende Ziele, 400 m gegen stehende Ziele, Bunkerfaust ab 11 m
- Durchschlagsleistung: unterschiedlich je nach Version
- {\displaystyle V_{0}}: 165 m/s (Pzf 3)
- {\displaystyle V_{n}}: 248 m/s (Durch Nachbeschleunigung des Geschosses)

## Versionen

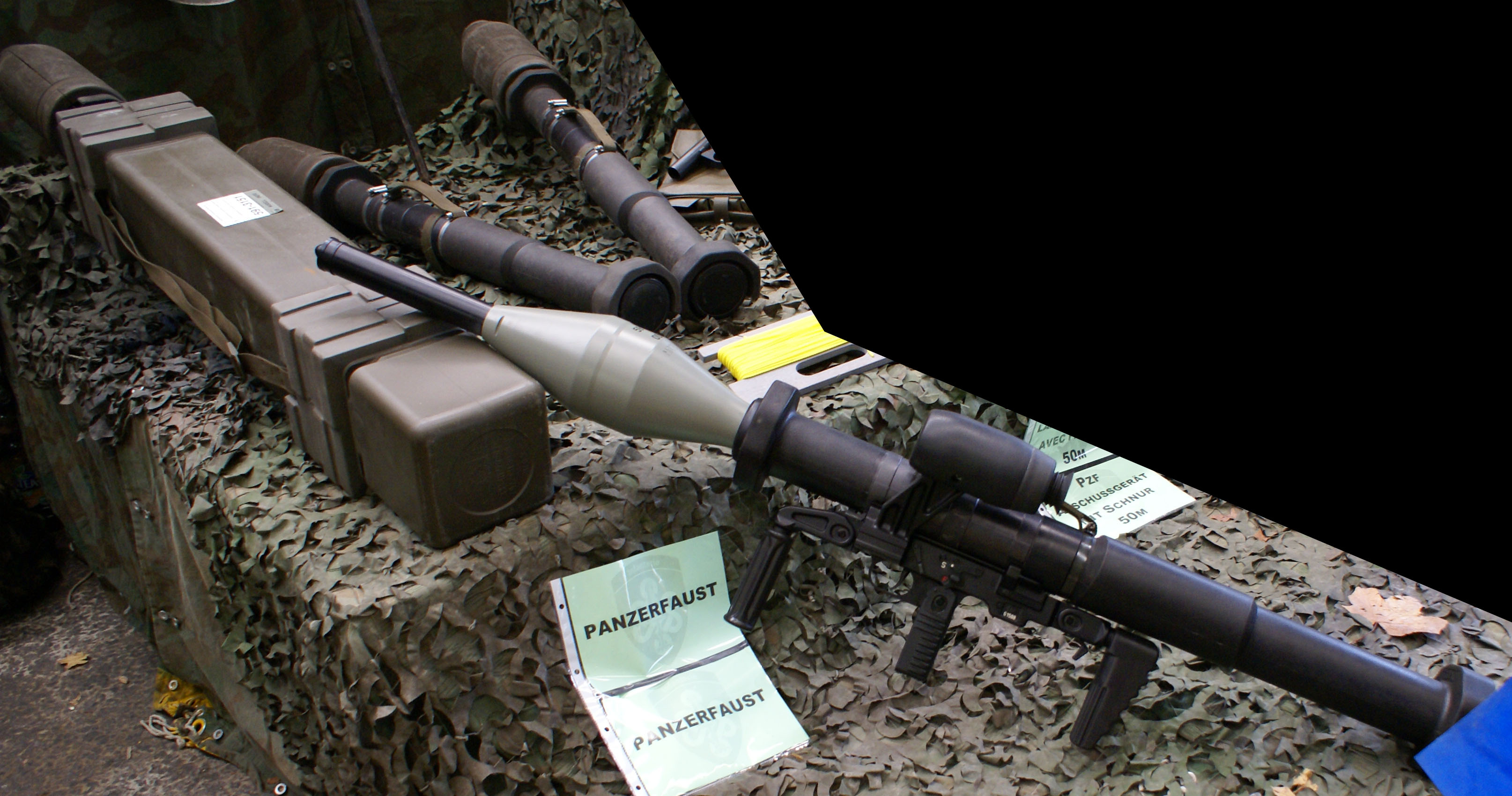
Panzerfaust 3 im Kaliber 124 mm, der größere Gefechtskopf wurde 1995 bei der Schweizer Armee eingeführt

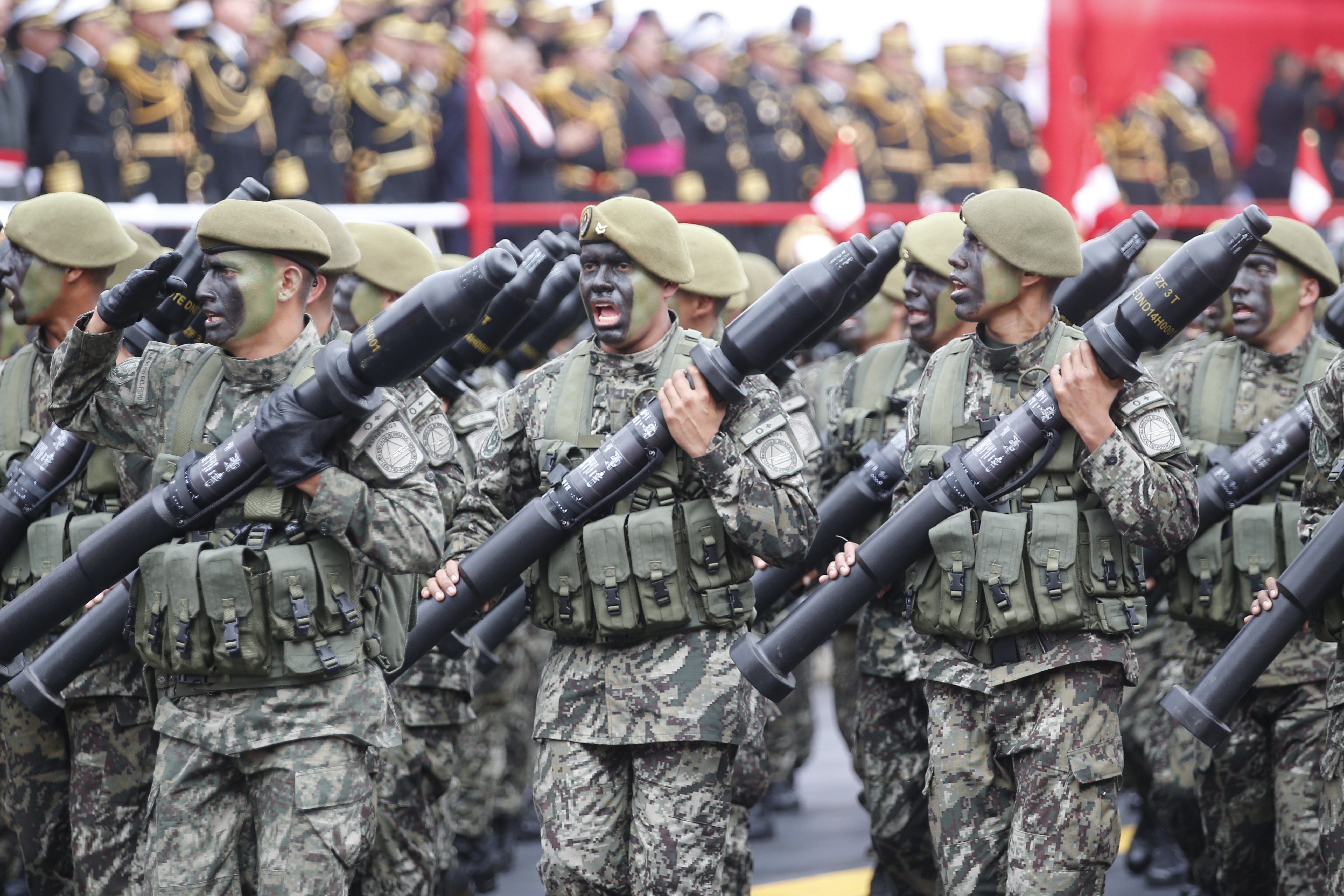
Panzerfaust 3-T bei einer Parade des peruanischen Heeres

Es wurden mehrere Patronenarten mit unterschiedlicher Wirkungsweise eingeführt. Jedoch besitzen alle Varianten die Möglichkeit des Abfeuerns aus geschlossenen Räumen, der Nutzung als „Bunkerbrecher“ und des Einsatzes als panzerbrechende Waffe.
- Panzerfaust 3: Die Standardpatrone wirkt nach dem Hohlladungsprinzip (700 mm Panzerstahl). Die Schweizer Bezeichnung lautet Panzerfaust Hohlladungs-Patrone (591-3150), kurz PzF HL Pat.[5][10]
- Panzerfaust 3-T: Die Tandemhohlladung ist auch gegen Reaktivpanzerungen wirksam (800 mm Panzerstahl).
- Panzerfaust 3-IT-600: Die Abfeuereinrichtung DYNARANGE mit Computervisierung Simrad IS2000 misst per Laserentfernungsmesser die Entfernung zum Ziel. Ein Feuerleitrechner ermittelt nach einer kurzen optischen Verfolgung des Zieles mittels der Winkelgeschwindigkeit und Zielentfernung einen Haltepunkt, welcher dann dem Schützen angezeigt wird. Auf diese Weise können Ziele bis zu einer Entfernung von 600 m bekämpft werden. Keine andere ungelenkte Panzerabwehrwaffe bietet eine auch nur annähernd vergleichbare Präzision. Bei der Bundeswehr ist diese Konfiguration als Pzf 3-IT-600 eingeführt. Die verbesserte Tandemhohlladung hat eine Durchschlagsleistung von 1150 mm Panzerstahl ohne bzw. >900 mm Panzerstahl hinter Reaktivpanzerung.[11]
- Panzerfaust 3 „Bunkerfaust“: Ein zündverzögerter Splittersprengsatz, die sogenannte Nachschussladung, fliegt durch das von der Hohlladung geschaffene Loch und explodiert im Inneren des Ziels. Diese Patrone ist zum Einsatz gegen gehärtete Bauwerke aus armiertem Beton oder gegen Feldbefestigungen gedacht. Die Durchschlagsleistung beträgt maximal 30 cm bei armiertem Beton und mehrlagiger Ziegelmauer sowie 130 cm bei Sandsackstellungen oder Erdbunkern.
- Panzerfaust Hohlladungs-Patrone 95: Die Patrone mit leistungsgesteigertem Tandem-Gefechtskopf wurde in der Schweiz entwickelt und produziert. 1995 wurde die PzF HL Pat 95 (591-3151) bei der Schweizer Armee eingeführt, wo sie die PzF HL Pat ablöste. Gegenüber dem Vorgänger wurde das Kaliber auf 124 mm vergrößert und das Abstandsrohr mit einer Vorladung versehen.[3][5][6][10][12][13]
- Panzerfaust RGW 60: RGW steht für engl. Recoilless Grenade Weapon (rückstoßlose Granat-Waffe) und ist eine Weiterentwicklung auf Basis der Panzerfaust 3 im Kaliber 60 mm statt 110 mm. Das kleinere Kaliber reduziert das Gewicht enorm und ermöglicht den Einsatz beim Orts- und Häuserkampf sowie in Situationen, in denen die Durchschlagsleistung weniger wichtig ist. Dieses System wurde zusammen mit dem Programm Infanterist der Zukunft bei der Bundeswehr 2004 eingeführt. Eine Version mit 90 mm und Antistrukturgefechtskopf (AS) wurde im März 2012 an die Bundeswehr ausgeliefert.[14] Eine weitere Variante mit Wall-Breaching-Gefechtskopf (WB), der es ermöglicht, mannsgroße Löcher in Mauern und Wände zu schlagen, wird vom Hersteller angeboten.[15]

Für Übungen in der Umgangsweise mit der Panzerfaust gibt es vier Systeme:
- Panzerfaust 3 EX: Entspricht der Standardpatrone in Gewicht und Aussehen, enthält allerdings keinen Treibsatz oder Sprengstoff und dient nur zur Übung im Umgang mit der Panzerfaust. Bei Manövern ohne AGDUS dient diese auch als Darstellung der Panzerabwehr.

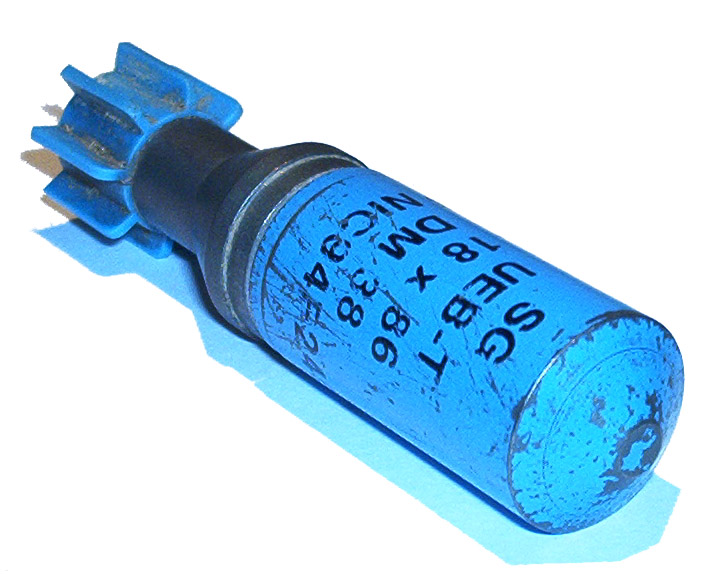
Unterkaliber-Übungsgeschoss UEB-T nach dem Verschuss

- Panzerfaust 3 AGDUS: AGDUS steht für Ausbildungsgerät Duellsimulator und simuliert mittels Laser den Waffeneinsatz und ermöglicht eine waffennahe Ausbildung. Die Software berücksichtigt dabei auch Ziel- und Bedienungsfehler.
- Panzerfaust 3 UEB-T: Dieser Typ entspricht der richtigen Panzerfaust 3, verschießt aber Unterkalibermunition im Kaliber 18 mm (siehe Bild).
- Panzerfaust 3 UEB 60 mm: Diese Variante ist ebenfalls in Gewicht und Aussehen der scharfen Patrone gleich, unterscheidet sich aber durch einen blauen Geschosskopf, der als Darstellungskörper nur Aluminium enthält. In Bezug auf Rückstoß und Verhalten der Waffe beim Abschuss entspricht diese Version dem scharfen Geschosskopf exakt, da auch die identischen Griffstücke mit der entsprechenden Justierung verwendet werden.

## Nutzer
Neben Deutschland und der Schweiz nutzen auch die Niederlande, Japan, Italien, Peru und Südkorea die Panzerfaust 3. Die genaue Bezeichnung der Munition in Deutschland ist in der Liste von Bundeswehrmunition ersichtlich. Im Rahmen der Ausbildungsunterstützung der Bundeswehr im Irak erhielten auch die kurdischen Peschmerga im Irak die Panzerfaust 3. Nach dem Russischen Überfall auf die Ukraine 2022 erlaubte Deutschland den Niederlanden die Ausfuhr von 400 Exemplaren in die Ukraine und lieferte weitere 1000 Stück selbst. Am 23. März 2022 beantragte das Bundesverteidigungsministerium beim Bundessicherheitsrat, weitere 2000 Exemplare liefern zu dürfen.